# Elecciones parlamentarias de Brasil de 1978
Las elecciones parlamentarias de Brasil fueron realizadas el 15 de noviembre de 1978. El partido político Alianza Renovadora Nacional obtuvo 231 de los 420 escaños en la Cámara de diputados y 15 de los 23 escaños en el Senado. La participación electoral fue de un 81.7%.
Estas fueron las últimas elecciones llevadas a cabo bajo un sistema bipartidista, puesto a que las reformas promulgadas en 1979, dio paso al surgimiento de un sistema multipartidista que se esforzara en combatir la creciente popularidad del partido de oposición, Movimiento Democrático Brasileño (MDB).

## Sistema electoral
En 1977, el sistema electoral había sido reformado, permitiendo la elección indirecta de senadores. En 1979, se realizó otra reforma como respuesta al crecimiento popular del Movimiento Democrático Brasileño. Durante las elecciones en el Senado, el MDB obtuvo solo 8 de los 23 escaños, a pesar de haber obtenido el 57% de los votos.

## Resultados

### Cámara de diputados
| Partido                 | Partido                                | Votos      | %      | Escaños | +/–   |
| ----------------------- | -------------------------------------- | ---------- | ------ | ------- | ----- |
|                         | Alianza Renovadora Nacional (ARENA)    | 15.053.387 | 50.42  | 231     | +28   |
|                         | Movimiento Democrático Brasileño (MDB) | 14.803.526 | 49.58  | 191     | +30   |
|                         |                                        |            |        |         |       |
| Votos válidos           | Votos válidos                          | 29.856.913 |        | –       | –     |
| Votos en blanco/nulos   | Votos en blanco/nulos                  | 7.770.910  | –      | –       | –     |
| Total                   | Total                                  | 37.627.823 | 100.00 | 422     | +58   |
| Participación electoral | Participación electoral                | 46.985.466 | 80.08  | -0,84   | -0,84 |
| Fuente: Nohlen          |                                        |            |        |         |       |

### Senado
| Partido                 | Partido                                | Votos      | %      | Escaños | Total | +/-   |
| ----------------------- | -------------------------------------- | ---------- | ------ | ------- | ----- | ----- |
|                         | Movimiento Democrático Brasileño (MDB) | 17.432.948 | 57.07  | 8       | 26    | +6    |
|                         | Alianza Renovadora Nacional (ARENA)    | 13.116.194 | 42.93  | 15      | 40    | -6    |
|                         |                                        |            |        |         |       |       |
| Votos válidos           | Votos válidos                          | 30.549.142 |        |         |       |       |
| Votos en blanco/nulos   | Votos en blanco/nulos                  | 6,952,139  | –      |         |       |       |
| Total                   | Total                                  | 37.501.281 | 100.00 | 23      | 66    | 0     |
| Participación electoral | Participación electoral                | 45.864.901 | 81.76  | +0,82   | +0,82 | +0,82 |
| Fuente: Nohlen          |                                        |            |        |         |       |       |